# Cusance
Cusance település Franciaországban, Doubs megyében. Lakosainak száma 76 fő (2022. január 1.). Cusance Lomont-sur-Crête, Lanans, Montivernage, Servin és Guillon-les-Bains községekkel határos.

## Népesség
A település népességének változása:
| Lakosok száma | 79   | 69   | 68   | 91   | 77   | 71   | 69   | 74   | 76   | 76   |
|               | 1968 | 1982 | 1990 | 2006 | 2013 | 2015 | 2017 | 2019 | 2020 | 2022 |